# Panna (dopływ Małej Noteci)
Panna – rzeka w Polsce, położona w województwie kujawsko-pomorskim, lewostronny dopływ Małej Noteci o długości 14,84 km.